# او-آی گلس
او-آی گلس (انگلیسی: O-I Glass) شرکت بسته‌بندی آمریکایی است، که در سال ۱۹۲۹ تأسیس شد.